# چارنی بست
چارنی بست (به انگلیسی: Charney Bassett) یک محله مدنی و روستا در بریتانیا است که در ویل آو وایت هرس واقع شده‌است. چارنی بست ۲۷۱ نفر جمعیت دارد.